# 신원재
신원재(愼源縡 또는 愼源滓, 1902년 ~ ?)는 일제강점기와 대한민국의 관료이다. 다른 이름은 원제(源濟)이다. 경상남도 거창 출신

## 약력
- 경상남도 거창군 거창읍 출신, 경상남도 밀양군 밀양읍 내리(현, 밀양시 내동)으로 이주
- 진주농업학교(晉州農業學校, 현 경남과학기술대학교의 전신) 졸업
- 1915년 군고(郡雇), 농업 초급강습회(稻扱傳習會) 파견
- 경상북도 영양군청 군속
- 경상북도 군위군청 군속
- 1926년 ~ 1928년 경상남도 의령군청 서기보(書記補), 도지방비리원(道地方費吏員)
- 1929년 ~ 1930년 동래군 세무과 세무서기
- 1930년 ~ 1933년 경상남도 양산군속
- 1934년 ~ 대구세무감독국 부산세무서속
- 1935년 ~ 1936년 4월 부산세무서 간세과 속
- 1936년 4월 ~ 1938년 11월 29일[1] 강원도 화천군청 속
- 1938년 11월 29일[2] ~ 조선총독부 본부속, 총독부 식산국 산금과 주사
- 경상북도 군위군수
- 1945년 11월 부산부 총무과장
- 1946년 9월 12일 ~ 1947년 9월 1일 부산부 총무부장
- 부산부 부부윤 직무대리
- 1947년 9월 1일 ~ 1949년 6월 20일 경상남도 밀양군수(密陽郡守)

## 가족
- 아버지(생부) : 신용조(愼鏞祚)
- 양아버지이자 숙부 : 신용재(愼鏞載)

## 참고 자료
- 한국사데이터베이스
- 대한민국 인사록(1949)